# Torit
Torit – miasto w Sudanie Południowym, stolica stanu Ekwatoria Wschodnia. Liczy 17 956 mieszkańców (2010). Ośrodek przemysłowy.